# James Donn
James Donn (Monivaird dans le Perthshire, 1758 – Cambridge, 14 juin 1813 (54-55 ans)) est un botaniste britannique.
Il travaille dans les Jardins botaniques royaux de Kew sous la direction de William Aiton (1731-1793) avant d’être le conservateur du Jardin botanique de Cambridge de 1794 à 1813. Associé à la Société linnéenne de Londres en 1795, il en devient membre en 1812.
Il fait paraître Hortus Cantabrigiensis en 1796 (sixième édition en 1811).

## Source
- Ray Desmond (1994). Dictionary of British and Irish Botanists and Horticulturists including Plant Collectors, Flower Painters and Garden Designers. Taylor & Francis and The Natural History Museum (Londres).